# Aÿ-Champagne
Aÿ-Champagne è un comune francese situato nel dipartimento della Marna nella regione del Grand Est. È stato creato il 1º gennaio 2016 dalla fusione dei preesistenti comuni di Aÿ, Mareuil-sur-Ay e Bisseuil.